# Shōjo Gahō
Shōjo Gahō (少女画報, lit.  "Pictórica das Meninas") foi uma revista mensal japonesa shōjo publicada pela Tōkyōsha em 1912 no Japão. A revista era conhecida pelos contos Hana monogatari (Contos de Flores) escritos por Yoshiya Nobuko. Artistas populares como Takabatake Kashō, Fukiya Kōji e Matsumoto Katsuji também contribuíram para as ilustrações da revista. A publicação da revista terminou em 1942, quando foi fundida à revista Shōjo no tomo.

## Contente
A Shōjo Gahō era impressa no tamanho de um kikuban (150×220), o que era típico de uma revista publicada neste período, e com aproximadamente um centímetro de espessura. As capas eram impressas em cores e incluíam páginas de ilustrações de artistas populares. Papel fotográfico grosso era usado para algumas reproduções, e as páginas internas eram impressas em papel de jornal.
Shōjo Gahō era popular pelo uso de representações pictóricas, como o próprio nome da revista enfatiza. Incluindo costumes japoneses, estilo de vida, natureza, cartas de escolas femininas, fotos de leitores, estrelas da Takarazuka e eventos sociais, a revista introduziu ativamente informações visuais e entretenimento. A revista frequentemente apresentava a vida de meninas de outros países, como Europa, América, Leste Asiático, Índia, África e Rússia. A partir de 1915, imagens de garotas britânicas foram apresentadas em edições predominantes sob o título "Tempo de guerra e o shōjo britânico". O mundo era visto através do tema do shōjo.
A "coluna das leitoras" era um espaço de comunicação para leitoras comumente visto em revistas shōjo. A Shōjo Gahō interagia com os leitores por meio de cartas que buscavam conselhos profissionais e envios de trabalhos criativos de literatura e poesia. Esta seção consumia cerca de um quarto de todas as páginas da revista. Ao envolver as vozes reais das leitoras, essas páginas promoveram a "comunidade imaginada" das leitoras do shōjo.

## Contexto
No início do século XX, o número de estudantes aumentou devido ao Decreto das Escolas Femininas Superiores, que foi estabelecido pelo Ministério da Educação em 1899 para dar às meninas uma educação secundária necessária. Esse decreto reforçou a ampliação da classe média e o desenvolvimento de competências para uma "boa esposa, mãe sábia".
Inicialmente amplamente lidas como um meio extracurricular para mulheres jovens, as revistas refletiam as intenções do sistema de educação escolar, que era obrigar as meninas a se tornarem membros modelo da sociedade japonesa e fornecer ideias e habilidades básicas de uma esposa e mãe de classe média a alta.

## História

### Nascimento das revistasshōjo
As revistas shōjo originaram-se da shōjo-ran (coluna para meninas), uma seção destinada especificamente às meninas, na revista Shōnen Sekai (Mundo dos Meninos) em 1895. Esta pequena seção de uma revista shōnen foi o surgimento do termo shōjo, já que shōnen não era um termo específico de gênero. Até 1900, significava literalmente “crianças pequenas”, embora as histórias fossem claramente sobre meninos e destinadas a meninos. Com a grande popularidade desta coluna, muitas revistas para meninas foram lançadas após a Guerra Russo-Japonesa (1904–1905).
As primeiras revistas shōjo publicadas foram Shōjokai (Círculo de Meninas), publicada em 1902 pela Kinkōdoō, e Shōjo Sekai (Mundo das Meninas), publicada em 1906 pela Hakubunkan. Mas as duas revistas terminaram em 1912 e 1931, respectivamente. As revistas que foram particularmente notáveis por suas influências na cultura shōjo foram Shōjo no tomo (Amiga das Meninas), publicada pela Jitsugyō no Nihonsha em 1908, Shōjo Gahō publicada pela Tōkyōsha em 1912, e Shōjo Club (Clube das Meninas), publicada pela Kōdansha em 1923, todas permanecendo publicadas até a Guerra do Pacífico. Essas revistas eram destinadas a adolescentes e representavam e reforçavam o senso de comunidade feminina por meio de artigos, literatura e ilustrações.
As revistas shōjo publicadas neste período forneciam orientação moral às jovens, para que vivessem uma vida modesta e trabalhassem arduamente. No entanto, as revistas shōjo gradualmente apresentaram uma mudança na ênfase anterior no propósito educacional. Embora os principais objetivos continuassem sendo educar meninas para que se tornassem cidadãs nacionais exemplares, houve uma mudança visível na consideração de maior popularidade e circulação da revista. Os editores buscavam uma revista que vendesse melhor, mas que mantivesse seu propósito principal de desenvolver as habilidades de mãe e esposa para mulheres jovens. Pelo menos 14 revistas incluindo o termo shōjo no título foram publicadas. O shōjo tornou-se uma categoria de marketing a partir deste período, permanecendo como um campo distinto até hoje.

### 1912–1937
Em 1912, a Shōjo Gahō foi publicada em Tōkyōsha, fundada por Takami Kyūtarō, também conhecido por sua revista infantil posterior Kodomo no kuni (Mundo das Crianças). A revista foi publicada após o sucesso de Kōzoku Gahō (Pictórica Real), uma revista publicada temporariamente como uma edição especial para Fujin Gahō.
De 1916 a 1924, Yoshiya Nobuko (1896–1973) publicou Hana monogatari na Shōjo Gahō. A primeira história "Suzuran" (Lírio do Vale) foi uma sensação instantânea, entretendo as meninas com as histórias poéticas e melancólicas das meninas estudantes. Kitagawa Chiyo (1894–1965), que também foi uma figura importante no cenário da literatura feminina, publicou Kōfuku (Felicidade) em 1925. Ilustrações de artistas como Kashō, Fukiya Kōji e Matsumoto Katsuji frequentemente apareciam na revista, e suas imagens de jovens mulheres vestindo um quimono elegante ou um vestido ocidental extravagante contribuíram para estabelecer o discurso do shōjo.

### 1937–1942
Depois de 1937, as revistas shōjo começaram a retratar mensagens que refletiam as prioridades nacionais dos tempos de guerra. A ênfase na unidade nacional e na autocontenção tornou-se aparente na cultura popular e nas revistas shōjo. Em 1938, o governo emitiu o Parecer Conjunto sobre a Purificação de Materiais de Leitura Infantil. As revistas shōjo eram alvo de regulamentação, censuradas para promover educação espiritual às cidadãs japonesas, incluindo crianças. As ilustrações de meninas feitas por artistas como Kashō não correspondiam às expectativas de uma menina em tempos de guerra, resultando na eliminação das ilustrações. A partir de 1940, a indústria editorial ficou sob forte controle governamental, resultando na cessação e consolidação das revistas shōjo. As únicas revistas shōjo que continuaram após a guerra foram Shōjo Club e Shōjo no tomo, que se fundiram com Shōjo Gahō em 1942.

## Contribuidores notáveis

### Escritores

#### Yoshiya Nobuko (1896–1973):Hana monogatari(Contos de Flores)
Yoshiya Nobuko foi notável por seu trabalho Hana monogatari, que foi publicado pela primeira vez na Shōjo Gahō. A primeira história que ela publicou foi "Suzuran" (Lírio do Vale) em 1916. A linguagem e o tom sentimentais tornaram-se instantaneamente populares entre as leitoras. Embora não tenha sido inicialmente planejado para ser uma série, com seu enorme sucesso, a pedido do editor-chefe Wada Kokō, Yoshiya continuou a publicar seus trabalhos na revista para serem serializados como Hana monogatari. Cada conto tinha um título com o nome de uma flor. As histórias geralmente aconteciam em uma escola missionária, sobre duas meninas e sua amizade, conhecida como "relacionamento S" (com S significando sister, irmã em inglês).

#### Kitagawa Chiyo (1894–1965): "Kōfuku" (Felicidade)
Ao contrário de Yoshiya, que escreveu histórias de fantasia sentimentais que giravam em torno dos personagens shōjo, Kitagawa escreveu histórias que revelavam a dura realidade do mundo. "Kōfuku" retrata a existência da ordem social através da perspectiva de uma estudante.

### Artistas

#### Takabatake Kasho (1888–1966)
Kashō estabeleceu seu estilo artístico único e moderno combinando aspectos da Art Nouveau e do nihonga. Após terminar seu contrato exclusivo com a Kōdansha, ele começou a criar muitas ilustrações para revistas, incluindo a Shōjo Gahō. Suas ilustrações, que retratavam meninas frequentemente em pares, uma com um quimono e a outra com um traje ocidental, evocavam os relacionamentos S que eram expressos nas histórias publicadas na revista.

#### Fukiya Koji (1898–1979)
Fukiya começou a trabalhar para a Shōjo Gahō por meio de sua conexão com Takehisa Yumeji. As ilustrações que ele criou para Hana monogatari, de Yoshiya, o tornaram um artista popular. Suas ilustrações de shōjo combinavam com a história, que evocava o estilo do jojōga de Takehisa, que retratava imagens fracas e sonhadoras do shōjo.